# Oña
Oña es un municipio y localidad española de la provincia de Burgos, en la comunidad autónoma de Castilla y León. Perteneciente a la comarca de la Bureba, cuenta con una población de 953 habitantes (INE 2024). Fue una ubicación muy importante en la Edad Media y tuvo relevancia durante la formación de Castilla, todo lo cual ha quedado reflejado en su amplio conjunto monumental que conserva. Ostenta el título de villa.
Junto a los municipios de Poza de la Sal y Frías conforma la mancomunidad Raíces de Castilla.

## Geografía
Integrado en la comarca de La Bureba, se sitúa a 57 kilómetros de Burgos. El término municipal está atravesado por la carretera nacional N-232, entre los pK 495 y 518, por la carretera nacional N-629 (Laredo-Burgos), por las carreteras autonómica CL-632, que conecta con Briviesca, y CL-633, que se dirige hacia Poza de la Sal, por la carretera provincial BU-504, que se dirige hacia Frías, y por carreteras locales que permiten la comunicación entre las pedanías y con los municipios vecinos de Los Barrios de Bureba, Llano de Bureba, Salas de Bureba, Cantabrana, Aguas Cándidas, Merindad de Valdivielso y Partido de la Sierra en Tobalina. 
El relieve del municipio es montañoso por el norte y más llano por el sur. El río Oca recorre el territorio de sur a norte, pasando por un desfiladero antes de su desembocadura en el río Ebro, el cual también discurre por el norte antes de salir del municipio por el desfiladero de La Horadada. El desfiladero del río Oca separa la conocida como Loma Mayor, que queda al oeste, de la sierra de Oña, que se extiende por el este, donde se integra en el Parque Natural de Montes Obarenes-San Zadornil. Por el sur, la zona más llana corresponde al valle del río Oca, que recoge además las aguas del río Homino poco antes de llegar a la villa. La altitud oscila entre los 1248 metros en el extremo noroeste (pico Tablones) y los 550 metros a orillas del río Ebro, en el desfiladero de La Horadada. La villa se alza a 598 metros sobre el nivel del mar.  
| Noroeste: Merindad de Valdivielso y Rucandio        | Norte: Trespaderne, Frías y Partido de la Sierra en Tobalina (exclave)      | Nordeste: Partido de la Sierra en Tobalina      |
| Oeste: Aguas Cándidas, Cantabrana y Salas de Bureba |                                                                             | Este: Miraveche                                 |
| Suroeste: Poza de la Sal                            | Sur: Llano de Bureba, Los Barrios de Bureba, Navas de Bureba y Quintanaélez | Sureste: Cascajares de Bureba y Busto de Bureba |

## Medio ambiente
El 13 % de su término (2064,17 hectáreas) queda afectado por la ZEPA Sierra de la Tesla-Valdivielso, donde destacan las siguientes especies: buitre leonado (Gyps fulvus); aguilucho pálido (Circus cyaneus); alimoche (Neophron percnopterus) y chova piquirroja (Pyrrhocorax pyrrhocorax). En el municipio se encuentra el centro de interpretación de los Montes Obarenes.
Se está trabajando en la construcción de una vía verde.

## Historia

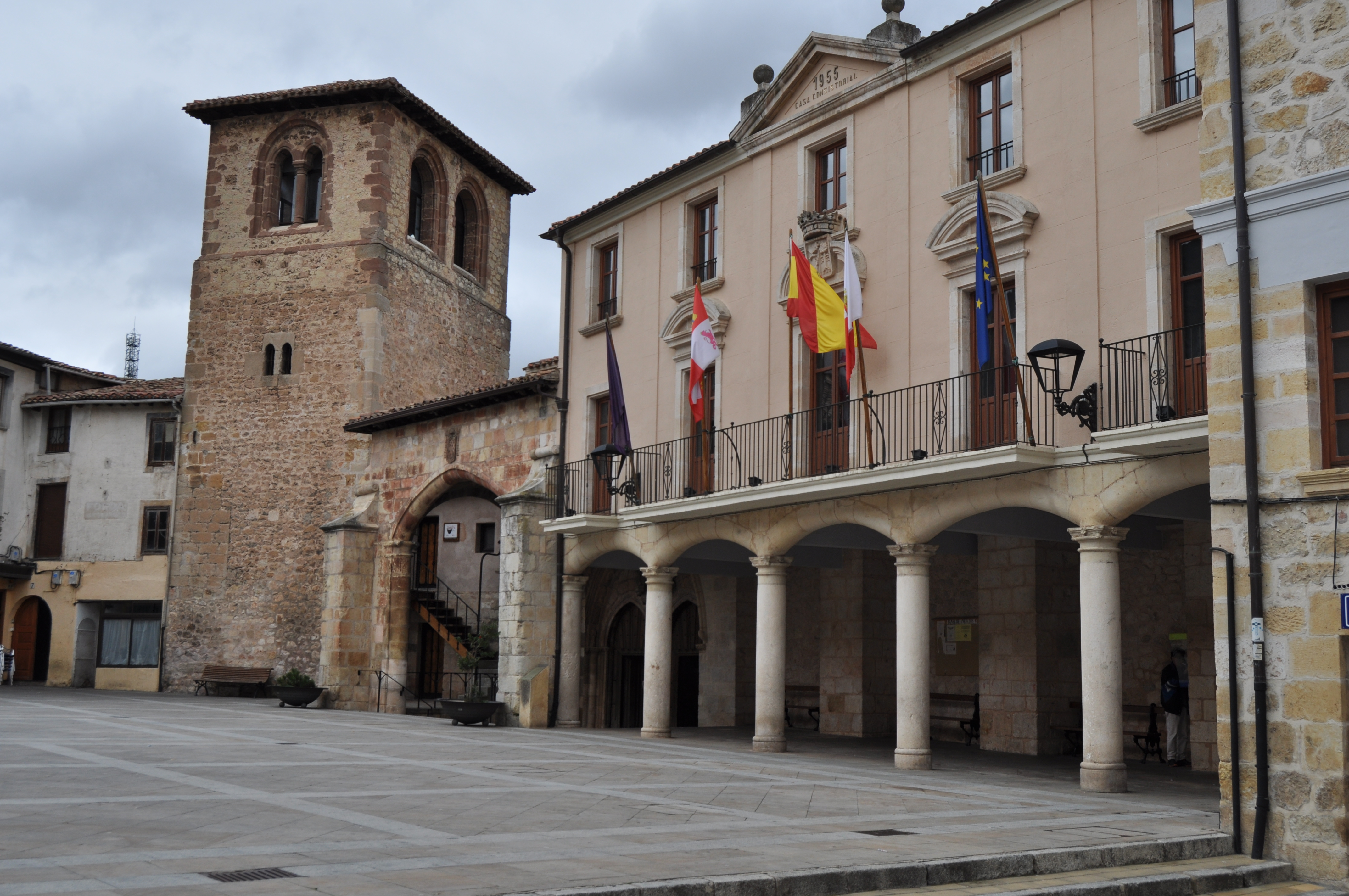
Casa consistorial

Aunque la localidad de Oña hunde sus raíces en los tiempos más remotos (cuevas con restos paleolíticos y un castro autrigón posteriormente romanizado) su entrada en la historia se puede situar a mediados del siglo VII, cuando surgió como fortificado baluarte de uno de los más estratégicos accesos al norteño territorio en donde se habían refugiado las gentes cristianas ante la presión militar de los musulmanes del sur. 
Dos siglos más tarde, en concreto en el año 950, el primer conde independiente de Castilla, Fernán González, le concede sus primeros privilegios. Su nieto, el conde Sancho García, el de los Buenos Fueros, eleva el lugar al rango condal y funda el monasterio de San Salvador que pone en manos de su hija, la infanta Trigidia.
Desde ese momento el devenir de Oña va a estar ligado íntimamente a esta poderosa abadía benedictina (sus abades ostentaban el título de señores de Oña), que con el tiempo llegó a convertirse en una de las instituciones más influyentes de todo el reino de Castilla. Las exenciones y fueros con los que contaba Oña, en especial los concedidos por el rey Alfonso VIII, contribuyeron a su desarrollo económico y fueron el foco de atracción para una numerosa comunidad judía. 
A la caída del Antiguo Régimen queda constituida como ayuntamiento constitucional con el nombre de Oña y sus granjas en el partido Briviesca, región de Castilla la Vieja, contaba entonces con 498 habitantes. 
Este municipio se amplía con las siguientes agregaciones:
- Hacia 1850 incorpora Cereceda y Penches[3]
- Hacia 1870 incorpora a Tamayo[4]
- Hacia 1950 incorpora las localidades de Villanueva de los Montes y Zangández segregadas el municipio denominado Partido de la Sierra en Tobalina .
- Hacia 1980 incorpora Barcina de los Montes, Bentretea, Cornudilla, Hermosilla, La Parte de Bureba, Pino de Bureba y Terminón[5]
- Barcina de los Montes aporta las localidades de Aldea del Portillo de Busto y La Molina del Portillo de Busto.[6]
- Pino de Bureba aporta la localidad de Castellanos.[7]

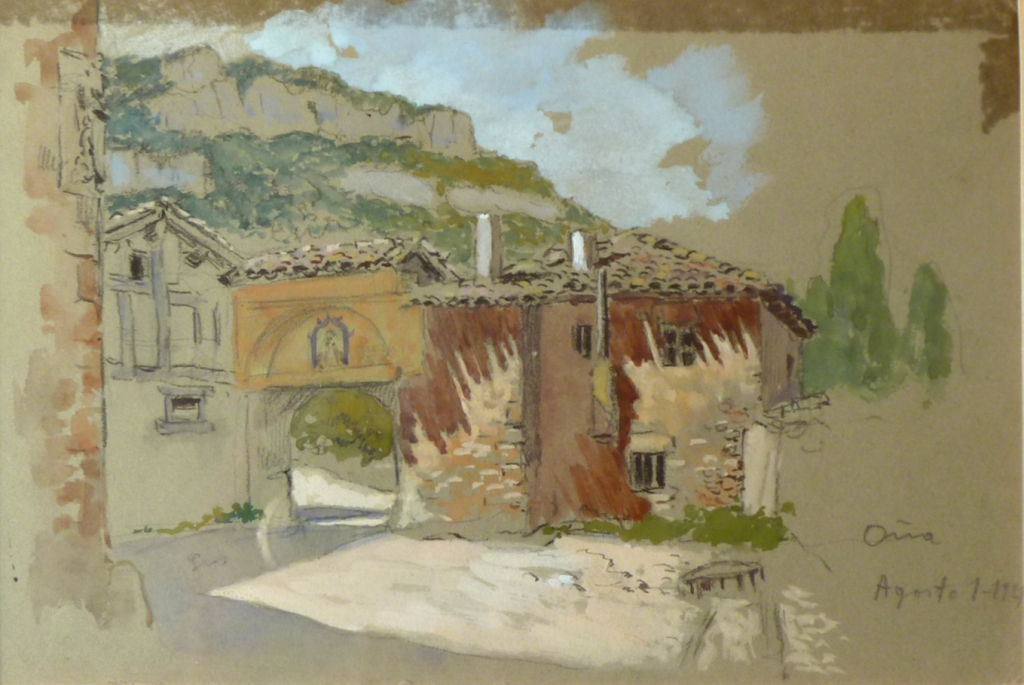
Oña en 1921, acuarela original por Mariano Pedrero.

La localidad llegó a contar con una estación de ferrocarril perteneciente a la línea Santander-Mediterráneo, que estuvo operativa entre 1929 y 1985. En la actualidad la antigua línea férrea ha sido reconvertida en una vía verde.
Ostenta el título de «Muy Leal y Valerosa Villa».

## Demografía
Oña cuenta con una población de 953 habitantes (INE 2024).
| Gráfica de evolución demográfica de Oña entre 1842 y 2021 |
| |
| Población de derecho según los censos de población del INE Población de hecho según los censos de población del INEEntre el censo de 1857 y el anterior, crece el término del municipio porque incorpora a Cereceda y Penches. Entre el censo de 1877 y el anterior, crece el término del municipio porque incorpora a Tamayo. |

### Población por núcleos
| Núcleos | Habitantes (2000) | Habitantes (2010) | Mapa |
| --- | ----------------- | ----------------- | --- |
| Oña | 1.088             | 851               | \| Oña Barcina Bentretea Castellanos Cereceda Cornudilla Hermosilla La Aldea La Molina La Parte Penches Pino de Bureba Tamayo Terminón Villanueva de los Montes Zangández \| Capital del municipio. Localidad pedánea. Despoblado. |
| Barcina de los Montes | 59                | 46                | \| Oña Barcina Bentretea Castellanos Cereceda Cornudilla Hermosilla La Aldea La Molina La Parte Penches Pino de Bureba Tamayo Terminón Villanueva de los Montes Zangández \| Capital del municipio. Localidad pedánea. Despoblado. |
| Bentretea | 12                | 5                 | \| Oña Barcina Bentretea Castellanos Cereceda Cornudilla Hermosilla La Aldea La Molina La Parte Penches Pino de Bureba Tamayo Terminón Villanueva de los Montes Zangández \| Capital del municipio. Localidad pedánea. Despoblado. |
| Castellanos de Bureba | 13                | 4                 | \| Oña Barcina Bentretea Castellanos Cereceda Cornudilla Hermosilla La Aldea La Molina La Parte Penches Pino de Bureba Tamayo Terminón Villanueva de los Montes Zangández \| Capital del municipio. Localidad pedánea. Despoblado. |
| Cereceda | 28                | 8                 | \| Oña Barcina Bentretea Castellanos Cereceda Cornudilla Hermosilla La Aldea La Molina La Parte Penches Pino de Bureba Tamayo Terminón Villanueva de los Montes Zangández \| Capital del municipio. Localidad pedánea. Despoblado. |
| Cornudilla | 104               | 74                | \| Oña Barcina Bentretea Castellanos Cereceda Cornudilla Hermosilla La Aldea La Molina La Parte Penches Pino de Bureba Tamayo Terminón Villanueva de los Montes Zangández \| Capital del municipio. Localidad pedánea. Despoblado. |
| Hermosilla | 32                | 23                | \| Oña Barcina Bentretea Castellanos Cereceda Cornudilla Hermosilla La Aldea La Molina La Parte Penches Pino de Bureba Tamayo Terminón Villanueva de los Montes Zangández \| Capital del municipio. Localidad pedánea. Despoblado. |
| La Aldea del Portillo de Busto | 0                 | 1                 | \| Oña Barcina Bentretea Castellanos Cereceda Cornudilla Hermosilla La Aldea La Molina La Parte Penches Pino de Bureba Tamayo Terminón Villanueva de los Montes Zangández \| Capital del municipio. Localidad pedánea. Despoblado. |
| La Molina del Portillo de Busto | 18                | 17                | \| Oña Barcina Bentretea Castellanos Cereceda Cornudilla Hermosilla La Aldea La Molina La Parte Penches Pino de Bureba Tamayo Terminón Villanueva de los Montes Zangández \| Capital del municipio. Localidad pedánea. Despoblado. |
| La Parte de Bureba | 142               | 100               | \| Oña Barcina Bentretea Castellanos Cereceda Cornudilla Hermosilla La Aldea La Molina La Parte Penches Pino de Bureba Tamayo Terminón Villanueva de los Montes Zangández \| Capital del municipio. Localidad pedánea. Despoblado. |
| Penches | 24                | 20                | \| Oña Barcina Bentretea Castellanos Cereceda Cornudilla Hermosilla La Aldea La Molina La Parte Penches Pino de Bureba Tamayo Terminón Villanueva de los Montes Zangández \| Capital del municipio. Localidad pedánea. Despoblado. |
| Pino de Bureba | 40                | 26                | \| Oña Barcina Bentretea Castellanos Cereceda Cornudilla Hermosilla La Aldea La Molina La Parte Penches Pino de Bureba Tamayo Terminón Villanueva de los Montes Zangández \| Capital del municipio. Localidad pedánea. Despoblado. |
| Tamayo | 3                 | 3                 | \| Oña Barcina Bentretea Castellanos Cereceda Cornudilla Hermosilla La Aldea La Molina La Parte Penches Pino de Bureba Tamayo Terminón Villanueva de los Montes Zangández \| Capital del municipio. Localidad pedánea. Despoblado. |
| Terminón | 29                | 23                | \| Oña Barcina Bentretea Castellanos Cereceda Cornudilla Hermosilla La Aldea La Molina La Parte Penches Pino de Bureba Tamayo Terminón Villanueva de los Montes Zangández \| Capital del municipio. Localidad pedánea. Despoblado. |
| Villanueva de los Montes | 13                | 12                | \| Oña Barcina Bentretea Castellanos Cereceda Cornudilla Hermosilla La Aldea La Molina La Parte Penches Pino de Bureba Tamayo Terminón Villanueva de los Montes Zangández \| Capital del municipio. Localidad pedánea. Despoblado. |
| Zangández | 18                | 14                | \| Oña Barcina Bentretea Castellanos Cereceda Cornudilla Hermosilla La Aldea La Molina La Parte Penches Pino de Bureba Tamayo Terminón Villanueva de los Montes Zangández \| Capital del municipio. Localidad pedánea. Despoblado. |
| Población total | 1620              | 1224              | \| Oña Barcina Bentretea Castellanos Cereceda Cornudilla Hermosilla La Aldea La Molina La Parte Penches Pino de Bureba Tamayo Terminón Villanueva de los Montes Zangández \| Capital del municipio. Localidad pedánea. Despoblado. |
| Oña Barcina Bentretea Castellanos Cereceda Cornudilla Hermosilla La Aldea La Molina La Parte Penches Pino de Bureba Tamayo Terminón Villanueva de los Montes Zangández |                   |                   | |

## Administración y política
En las elecciones de 2003 el PP ganó 5 concejales, mientras que el PSOE ganó 4. De esa forma el PSOE era desbancado de la alcaldía. Entonces se eligió alcalde a José I. Castresana Alonso de Prado (PP). En las elecciones de 2007 el resultado fue el mismo, continuando en el cargo por otros cuatro años José I. Castresana Alonso de Prado. En 2011 ganó el PSOE por lo que el alcalde desde esas elecciones es Arturo Pérez. En las elecciones municipales de 2015 el PSOE obtuvo 7 concejales y el PP 2.

## Patrimonio

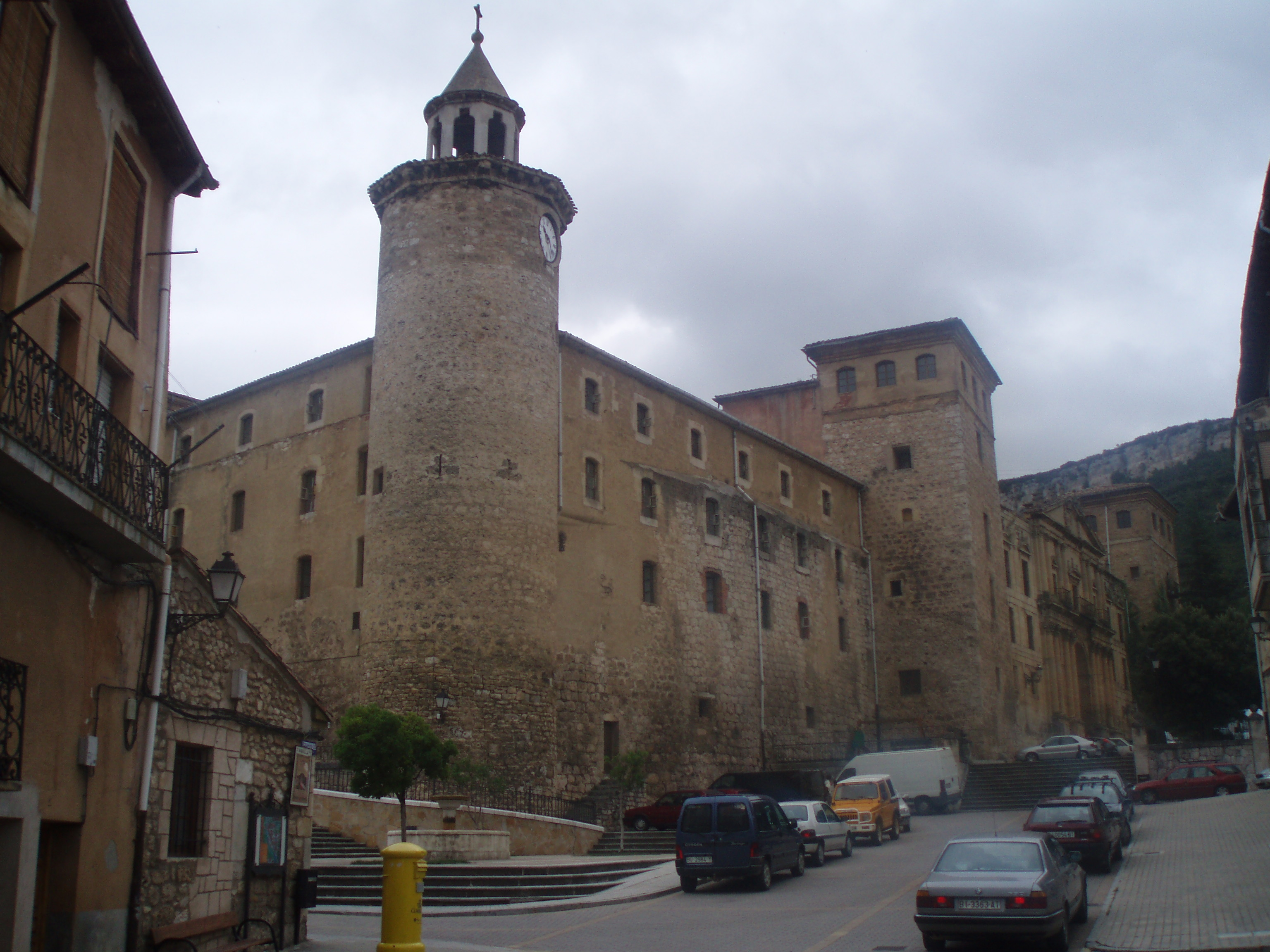
Monasterio de San Salvador

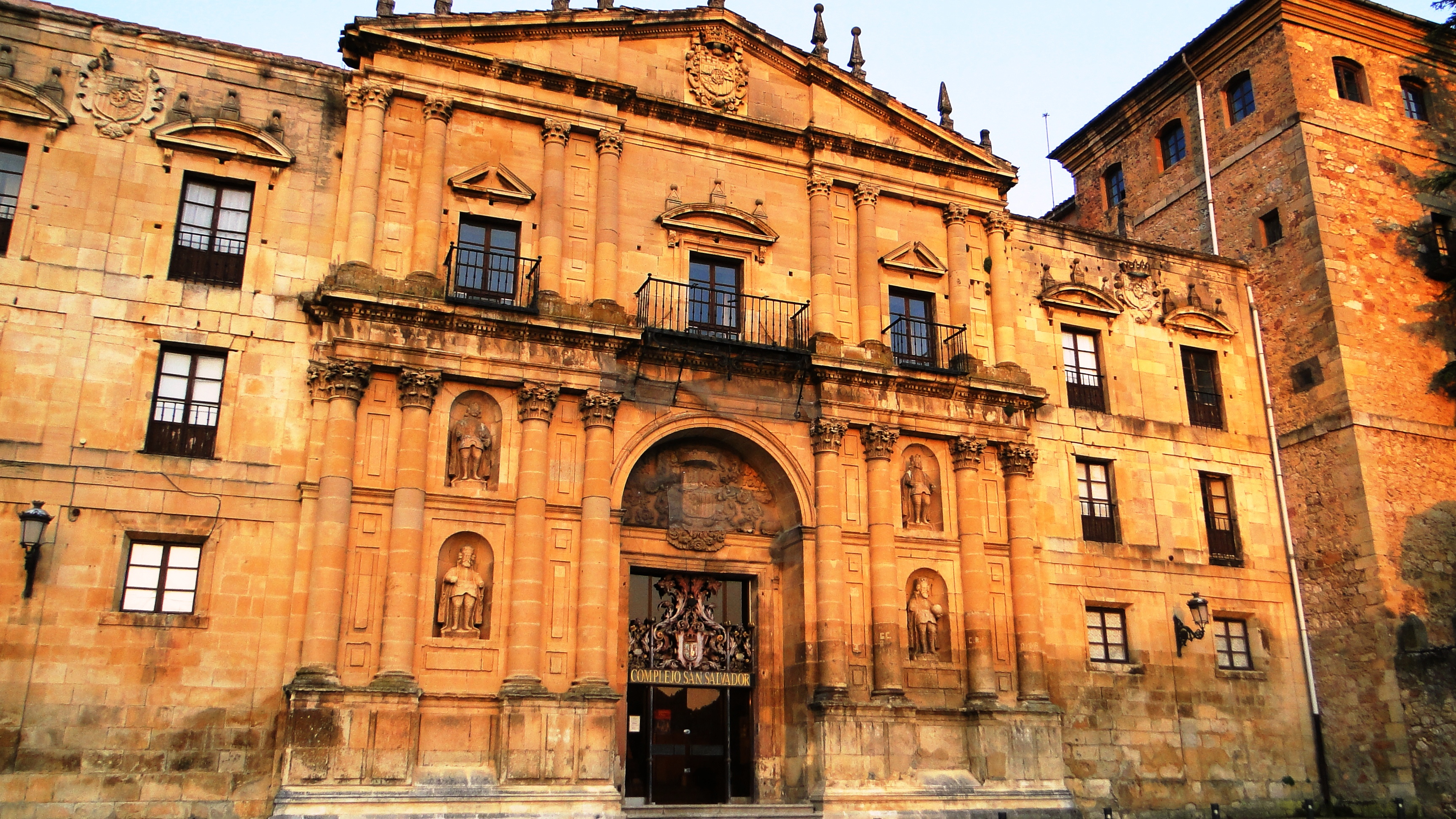
Monasterio de San Salvador

Toda la villa fue declarada Bien de Interés Cultural en la categoría de Conjunto Histórico el 18 de febrero de 1999.
- Monasterio de San Salvador, fundado en el año 1011 por Sancho García, conde de Castilla. Desde el año de su fundación hasta 1033 estuvo formado por una comunidad mixta o dúplice, para más tarde pasar a ser dirigido por una comunidad benedictina hasta el momento de su exclaustración, acaecida en 1835. Allí fue abad san Íñigo hasta la fecha de su muerte el 1 de junio de 1068. Fue declarado Bien de Interés Cultural en la categoría de Monumento el 3 de junio de 1931.[11]
- Iglesia parroquial de San Juan. Posee portada gótica y su torre de origen románico. Su interior está presidido por un calvario medieval proveniente de la cercana localidad de Tamayo.
- Casas blasonadas de las familias Alonso de Prado y Díaz del Castillo.
- Palacio del obispo González Manso.
- Urbanismo: conserva parte de sus antiguas y estrechas rúas medievales, en especial la calle Barruso, lugar donde estuvo ubicada su importante aljama judía. En un costado de la iglesia de San Juan se conserva el resto más importante de la muralla de Oña: el arco de la Estrella.

### Parroquia
Iglesia parroquial católica de El Salvador en el Arcipestrazgo de Oca-Tirón , diócesis de Burgos. Dependen las siguientes localidades:
- Barcina de los Montes
- Cereceda
- Penches
- Pino de Bureba
- Tamayo
- Villanueva de los Montes

### Colegio Máximo de Oña
La Facultad de Teología, regentada por los jesuitas, que con tanto prestigio viene funcionando desde 1880, finaliza su actividad académica en el curso 1966-1967, ya que se traslada a Bilbao, concretamente a Deusto. Sus fondos bibliográficos, 23 incunables, 2000 libros del siglo XVI y unos 20 000 volúmenes de autores escolásticos de los siglos XVII y XVIII, pasaron a formar parte de la biblioteca de la Universidad Pontificia Comillas, Sede de Cantoblanco. Destacaron por su labor docente personalidades como Mariano Gutiérrez-Lanza, Romualdo Galdós o Salvador Cuesta.

## Eventos
En 2011, se celebró el milenario de la fundación del monasterio de San Salvador. En 2012, se celebró en la villa la exposición de Las Edades del Hombre Monacatus, que contó con más de 200 000 visitantes. En 2012, inaugurada el 22 de mayo por la reina Sofía, se celebró en esta ciudad la muestra Monacatus, edición XVII de la serie de exposiciones de arte sacro Las Edades del Hombre. Desde 2013 se celebra de julio a diciembre el proyecto de arte vanguardista "el jardín secreto" en el que se exhiben obras de arte contemporáneo en los jardines del monasterio de San Salvador.

### El Cronicón
Todos los años, durante el mes de agosto, los habitantes de Oña (ellos mismos ejercen de actores) participan en un singular espectáculo teatral de luz y sonido en el que escenifica buena parte del pasado medieval de la villa. El Cronicón de Oña se representa por las calles de la localidad y en el interior de la iglesia del monasterio de San Salvador.